# 弗拉斯科

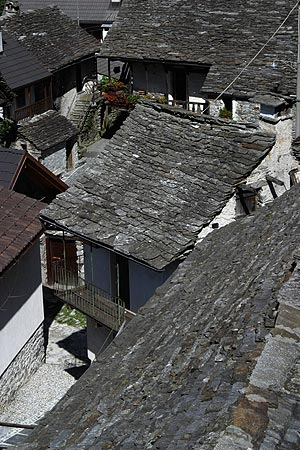

弗拉斯科是瑞士的城鎮，位於該國南部，由提契諾州負責管轄，面積25.72平方公里，海拔高度885米，2011年人口106，九成人口信奉羅馬天主教，人口密度每平方公里4人。

## 外部連結
- Official website （意大利文）